# (It's Not War) Just the End of Love
(It's Not War) Just the End of Love è un singolo del gruppo musicale gallese Manic Street Preachers, pubblicato nel 2010 ed estratto dal loro decimo album in studio Postcards from a Young Man.

## Tracce

### CD 1
1. (It's Not War) Just the End of Love – 3:29
2. I'm Leaving You for Solitude – 3:21
3. Distractions – 3:56
4. Ostpolitik – 2:58

### CD 2
1. (It's Not War) Just the End of Love
2. Lost Voices (Manics website exclusive format)

### 7"
1. (It's Not War) Just the End of Love
2. I Know the Numbers

## Video
Il videoclip della canzone vede la partecipazione degli attori Michael Sheen e Anna Friel.